# Robert Beaven
Pour les articles homonymes, voir Beaven.
Robert Beaven (né le 20 janvier 1836, décédé le 18 septembre 1920) était un homme politique et homme d'affaires Canada de la Colombie-Britannique. Il fut premier ministre de la province de juin 1882 à janvier 1883. 

## Biographie

### Premières années
Né à Leigh dans le Staffordshire en Angleterre, Beaven arrive dans la Haut-Canada avec sa famille en 1843. Diplômé de l'Upper Canada College, il se dirige vers la Colombie-Britannique alors en pleine ruée vers l'or dans la région de Cariboo en 1860. S'installant à Victoria, capitale de la nouvelle colonie de la Colombie-Britannique, il fait l'acquisition de biens immobiliers et travaille comme représentant de la Florence Sewing Machine Company.

### Homme politique
Beaven acquis une notoriété lorsqu'il prend par au début concernant l'avenir de la colonie en raison des problèmes financiers qui persistaient après l'union avec la colonie de l'Île de Vancouver et du désintérêt du Royaume-Uni à subventionner sa colonie. Participant à la Confederation League, fondée par Amor De Cosmos et John Robson, il militant avec ces derniers pour une union avec la Confédération canadienne. D'abord un projet peu populaire, les pressions faites par le gouverneur colonial Anthony Musgrave et la promesse de construire un chemin de fer renverse la tendance.
Avec l'entrée de la Colombie-Britannique dans la Confédération le 20 juillet 1871, le lieutenant-gouverneur Joseph Trutch demande à John Foster McCreight. Une union des confédérateurs se met en place, incluant Beaven, et remporte une motion de censure qui provoque la démission de McCreight en décembre 1872. De Cosmos prend le pouvoir et Beaven devient commissaire en chef des Terres et des Travaux publics.
Étant donné l'importance de ce poste en raison de la compétence maintenue par la province sur cette question, le travail de Beaven est critiqué en matière d'application de la politique provinciale liée aux concessions foncières aux autochtones, ainsi qu'une certaine lenteur quant à l'ouverture des terres à la colonisation. Le commissaire aux réserves indiennes, Gilbert Malcolm Sproat (en), reprochait à Beaven et au premier ministre Walkem de s'être mis en tête de réduire les concessions malgré les pressions du gouvernement fédéral et de ne pas divulguer les documents réclamés par l'Assemblée sur le sujet,.
Occupant de facto la fonction de Walkem pendant que ce dernier tentait de régler le différend avec le gouvernement fédéral à Ottawa et à Londres durant son second gouvernement (en), il est transféré au portefeuille des Finances et de l'Agriculture en juin 1878. Comme pour sa charge précédente, son action fait l'objet de critique passant d'un ministre à qui le grief d'augmenter la dette provincial fait désormais place au reproche la responsabilité de l'augmentation des coûts des ouvrages. 

### Premier ministre
Après quatre années tumultueuses, Beaven remplace Walkem au poste de premier ministre, conserve le portefeuille de Finances et Agriculture tout en reprenant celui des Terres et Travaux publics. Arrivé en fonction, il règle un différend quant à l'arrêt des entrepreneurs dans les travaux de bassin de radoub en raison d'un problème financier. Malgré une défaite relative lors de l'élection de 1882 (en) dans une démocratie non partisane, il se maintien au pouvoir et reçoit le gouverneur-général John Campbell et la princesse Louise du Royaume-Uni lors de leur visite de la province. Une motion de censure le remplace par William Smithe en janvier 1883.
Devenu chef de l'opposition face à Smithe, il conserve cette fonction face à ses successeurs A. E. B. Davie, John Robson et Theodore Davie. 

### Maire de Victoria
Face à une assemblée politique provinciale de plus en plus hostile à son action et ses affrontement avec le député et homme d'affaires Robert Dunsmuir, il décide de se présente à la mairie de Victoria. Son statut chef de l'opposition et doyen de la chambre lui permet d'être élu en janvier 1892. Réélu l'année suivante, il doit gérer la croissance des finances et services de la ville engendré engendré par la mise en fonction du chemin de fer transcontinentale sur l'île et la mise en service des tramways électriques, ainsi qu'une épidémie de variole. Malgré son action, la dépression de 1893 lui coûte son poste et est défait par John Teague (en).
Également défait lors du scrutin provincial de 1894 (en). Il parvient à reprendre la mairie en 1896, année de la catastrophe de l'effondrement pont Point Ellice après laquelle l'administration municipale s'implique dans plusieurs procès. Évincé de la mairie en 1897, il termine dernier lors de sa tentative sur la scène provinciale en 1898 (en).

### Dernières années
Malgré une défaite dans sa circonscription, le lieutenant-gouverneur Thomas Robert McInnes démet le premier ministre John Herbert Turner et demande à Beaven de former le gouvernement. L'incapacité de former une coalition avec les leaders de Vancouver, Joseph Martin, de l'Intérieur, Charles Augustus Semlin, l'empêche de reprendre le contrôle de la province.
Beaven meurt à Victoria en septembre 1920 et est inhumé dans cimetière Ross Bay,. Il était franc-maçon